# Rock in a Hard Place
| Recensione                        | Giudizio    |
| --------------------------------- | ----------- |
| AllMusic                          | [ 2 ]       |
| The New Rolling Stone Album Guide | [ 3 ]       |
| Sputnikmusic                      | 1.0 (Awful) |
| Piero Scaruffi                    | [ 5 ]       |
| Ondarock                          | [ 6 ]       |
| Dizionario del Pop-Rock           | [ 7 ]       |
| 24.000 dischi                     | [ 8 ]       |

Rock in a Hard Place è il settimo album degli Aerosmith, uscito nell'agosto 1982 per l'Etichetta Columbia Records. È l'unico album degli Aerosmith senza i due chitarristi storici Joe Perry e Brad Whitford, anche se Whitford suona in Lightning Strikes.

## Tracce

### LP
Lato A
1. Jailbait – 4:39 (Steven Tyler, Jimmy Crespo)
2. Lightning Strikes – 4:26 (Richard Supa)
3. Bitch's Brew – 4:13 (Steven Tyler, Jimmy Crespo)
4. Bolivian Ragamuffin – 3:33 (Steven Tyler, Jimmy Crespo)
5. Cry Me a River – 4:06 (Arthur Hamilton)

Lato B
1. Prelude to Joanie – 1:30 (Steven Tyler)
2. Joanie's Butterfly – 5:32 (Steven Tyler, Jimmy Crespo, Jack Douglas)
3. Rock in a Hard Place (Cheshire Cat) – 4:41 (Jimmy Crespo, Jack Douglas, Steven Tyler)
4. Jig Is Up – 3:10 (Steven Tyler, Jimmy Crespo)
5. Push Comes to Shove – 4:27 (Steven Tyler)

## Formazione

### Gruppo
- Steven Tyler - voce, tastiere, armonica, percussioni
- Steven Tyler - piano (brano: Push Comes to Shove)
- Jimmy Crespo - chitarra solista
- Rick Dufay - chitarra
- Tom Hamilton - basso
- Joey Kramer - batteria

### Altri musicisti
- Brad Whitford - chitarra ritmica (brano: Lightning Strikes)
- Paul Harris - piano (brano: Push Comes to Shove)
- John Turi - sassofono (brano: Rock in a Hard Place (Cheshire Cat))
- Reinhard Straub - violini (brano: Joanie's Butterfly)
- John Lievano - chitarra (brano: Joanie's Butterfly)
- Jack Douglas - percussioni